# Jamal Olasewere
Jamal Olasewere (Silver Spring, 16 settembre 1991) è un ex cestista statunitense con cittadinanza nigeriana.

## Carriera
Nell'agosto del 2013 firma per Cremona, salvo poi risultare inidoneo all'attività agonistica nel settembre seguente.
Nell'agosto del 2015 firma per la Virtus Roma, che per la stagione 2015-2016 milita in Serie A2 Ovest. Nel luglio 2017 firma per la neopromossa Pallacanestro Orzinuovi società di Serie A2.
Il 16 novembre 2017 viene ufficializzato il suo ingaggio da parte della N.P.C. Rieti. Il 31 marzo 2018 nella partita interna contro Siena riporta la lesione completa al tendine rotuleo del ginocchio sinistro costringendolo a chiudere in anticipo la stagione. Il 17 luglio 2018 firma con la Blu Basket 1971. Il 12 febbraio del 2019, a causa dell'ennesimo grave infortunio subito al ginocchio, rescinde il proprio contratto con la società bergamasca. Nell'agosto successivo, viene ingaggiato dalla società islandese del Grindavík, tuttavia senza mai scendere sul parquet di gioco. Il 12 febbraio del 2019, a causa dell'ennesimo grave infortunio subito al ginocchio, rescinde il proprio contratto con la società bergamasca. Il 5 luglio del 2020 fa ritorno in Italia, firmando per l'EBK Roma società di Serie A2 Ovest.

## Statistiche

### Club
| Stagione        | Squadra          | Competizione    | Partite | Partite | Partite | Statistiche tiro | Statistiche tiro | Statistiche tiro | Altre statistiche | Altre statistiche | Altre statistiche | Altre statistiche | Altre statistiche |
| Stagione        | Squadra          | Competizione    | Pres.   | Titol.  | Minuti  | Tiri da 2        | Tiri da 3        | Liberi           | Rimb.             | Assist            | Rubate            | Stopp.            | Punti             |
| --------------- | ---------------- | --------------- | ------- | ------- | ------- | ---------------- | ---------------- | ---------------- | ----------------- | ----------------- | ----------------- | ----------------- | ----------------- |
| 2015-2016       | Acea Virtus Roma | Serie A2 Ovest  | 37      | 37      | 956     | 211/381          | 4/22             | 117/170          | 287               | 42                | 41                | 23                | 551               |
| Totale carriera | Totale carriera  | Totale carriera | 37      | 37      | 956     | 211/381          | 4/22             | 117/170          | 287               | 42                | 41                | 23                | 551               |